# Nier: Automata Ver1.1a
Nier: Automata Ver1.1a (estilizado como NieR:Automata Ver1.1a) é uma série de anime de 2023 dirigida por Ryouji Masuyama, co-escrita por Masuyama e Yoko Taro e composta pelo estúdio de música Monaca. Baseado no RPG de ação de 2017 Nier: Automata desenvolvido pela PlatinumGames e publicado pela Square Enix, o anime está sendo produzido pela A-1 Pictures . Situada em um futuro distante, durante uma guerra por procuração entre formas de vida mecânicas criadas por alienígenas e andróides criados por humanos, a história se concentra principalmente em 2B, 9S e A2, soldados da força de combate de elite YoRHa que se envolvem no último conflito contra as Formas de vida mecânicas.
Yoko, que dirigiu e co-escreveu o jogo original, colaborou com Masuyama na adaptação da história de uma forma que funcionaria em um anime. Monaca, que trabalhou na música do jogo, voltou para organizar as peças anteriores e criar músicas originais. Os temas de abertura e encerramento foram fornecidos respectivamente por Aimer e Amazarashi. O elenco original japonês e inglês do jogo reprisou seus papéis e pela primeira vez tivemos um elenco oficial em português brasileiro. A série foi anunciada em uma transmissão ao vivo de 5º aniversário e foi transmitida de janeiro a julho de 2023. Sua transmissão foi adiada duas vezes devido ao impacto da pandemia de COVID-19 na produção . Um segundo cour está marcado para estrear em 5 de julho de 2024.

## Premisa
Nier: Automata Ver1.1a se passa no ano de 11945 em uma Terra pós-apocalíptica abandonada pela humanidade. A Terra foi ocupada por alienígenas, que lutam usando um exército de Machine Lifeforms. Androids, criados por humanos, lutam contra as Machine Lifeforms, com o conflito se transformando em uma prolongada guerra por procuração. A mais recente adição às forças andróides é YoRHa, uma força de combate andróide de elite baseada no Bunker orbital e se comunicando diretamente com o Conselho da Humanidade na Lua. Os modelos YoRHa 2B e 9S são enviados como parte de uma força de reconhecimento para investigar o comportamento da Máquina local e ajudar as forças locais da Resistência. Durante seu tempo na Terra, 2B e 9S suprimem Machine Lifeforms hostis, entrando em contato com outros personagens que existem no mundo. Isso inclui a líder da Resistência local, Lily; Devola e Popola, um par de antigos gêmeas andróides; Pascal, o líder pacifista de um coletivo Máquina não hostil; Adão e Eva, avatares humanoides gêmeos da Machine Network; A2, um membro rebelde do YoRHa; e Emil, um ser em torno do qual Pascal formou sua aldeia.

## Personagens
YoRHa No.2 Type B (ヨルハ二号B型, Yoruha Ni-gō B-gata)
Voz de: Yui Ishikawa (Japonês), Mayara Stefane (Português)
Comumente chamado de 2B , é um modelo de combate "Battler" do esquadrão YoRHa. Ela é definida por sua personalidade fria e taciturna.
YoRHa No.9 Type S (ヨルハ九号S型, Yoruha Kyū-gō S-gata)
Voz de: Natsuki Hanae (Japonês), Daniel Figueira (Português)
Comumente chamado de 9S e informalmente "Nines", é um modelo de reconhecimento "Scanner" do esquadrão YoRHa conhecido por sua personalidade extrovertida e curiosidade sobre o mundo e as formas de vida da máquina.
Pod 042 (ポッド042, Poddo 042) e Pod 153 (ポッド153, Poddo 153)
Voz de: Hiroki Yasumoto (Pod 042), Kaoru Akiyama (Pod 153) (Japonês), Wallace Raj (Pod 042), Samira Fernandes (Pod 153) (Português)
Dispositivos semelhantes a caixas flutuantes que suportam as forças YoRHa. Embora inicialmente robóticos, os dois também desenvolvem personalidades distintas e se apegam a seus pupilos.
YoRHa Type A No.2 (ヨルハA型二号, Yoruha A-gata ni-gō)
Voz de: Ayaka Suwa (Japonês), Bruna Nogueira (Português)
Comumente chamado de A2, é um protótipo YoRHa. Inicialmente enviada como parte de um teste descartável em uma missão para destruir um servidor Machine em Ka'ala , ela sobrevive e busca uma vingança contra YoRHa e as Machine Lifeforms.
Comandante White (司令官, Shireikan)
Voz de: Chiaki Kanou (Japonês), Carol Valença (Português)
Oficial superior de 2B e 9S. Ela é a líder das forças YoRHa baseadas no orbital Bunker.
Operatora 6O (オペレーター6O, Operētā 6O) e Operatora 21O (オペレーター21O, Operētā 21O)
Voz de: Keiko Isobe (Operadora 6O), Meari Hatsumi (Operadora 21O) (Japonês), Bruna Quinto (Operadora 6O), Manuela Origuella (Operadora 21O) (Português)
Duas das operadoras que atuam como contatos no Bunker para 2B e 9S, respectivamente. Eles têm personalidades contrastantes; enquanto a Operadora 6O é amigável e quer se relacionar com 2B, a Operadora 21O é fria e focada na missão sobre as tentativas de 9S de se socializar com ela.
Lily (リリィ, Rirī)
Voz de: Atsumi Tanezaki (Japonês), Azumi Botsu (Português)
A líder da Resistência andróide local. Inicialmente desconfiada de YoRHa, ela fornece informações e apoio. Ela também é uma ex-conhecida de A2, tendo servido com ela durante sua primeira missão. Lily foi anteriormente apresentada em material adicional relacionado a Nier Automata e preenche um papel semelhante ao personagem do jogo Anemone.
Adam (アダム, Adamu) e Eve (イヴ, Ivu)
Voz de: Daisuke Namikawa (Adam) Tatsuhisa Suzuki (Eve) (Japonês), Ricardo Sawaya (Adam), Felipe Zilse (Eve) (Português)
Formas de vida de máquinas humanóides gêmeas que gerenciam a rede. Enquanto Adão parece mais maduro e fascinado pela humanidade, Eva é mais brincalhona e dedicada ao irmão.
Pascal (パスカル, Pasukaru)
Voz de: Aoi Yūki (Japonês), Jussara Marques (Português)
O líder pacifista de uma vila Machine Lifeform que se desconectou da Machine Network e se isolou da guerra.
Devola (デボル, Deboru) e Popola (ポポル, Poporu)
Voz de: Ryoko Shiraishi (Japonês), Carol Sodré (Português)
Andróides gêmeos de uma série de modelos antigos. Devido a um incidente devastador causado por outro par de seus modelos, Devola e Popola sofrem discriminação de outros andróides e recebem trabalhos perigosos.
Emil (エミール, Emīru)
Voz de: Mai Kadowaki (Japonês), Mayumi Honda (Português)
Um ser em torno do qual Pascal formou sua aldeia após o contato com Emil o separou da Rede. Emil era originalmente um humano antes de ser modificado em uma arma e sobreviver na Terra por milhares de anos.

## Produção
O anime NieR:Automata Ver1.1a é baseado em Nier Automata, um RPG de ação de 2017 desenvolvido pela PlatinumGames e publicado pela Square Enix. Uma sequência do videogame Nier de 2010 e fazendo parte da série mais ampla Drakengard, o jogo foi um sucesso comercial e de crítica. NieR:Automata Ver1.1a foi animado pela A-1 Pictures. Foi dirigido por Ryouji Masuyama, que cuidou da composição da série com o diretor original Yoko Taro. Jun Nagai foi designer de personagens e diretor de animação, e Hirofumi Sakagami foi diretor de arte. Os episódios terminam com pequenos shows de marionetes criados por Moge.
O conceito para uma adaptação para anime de Nier Automata foi proposto pela Aniplex em 2017, logo após o lançamento do jogo. Yoko ficou surpresa porque as adaptações de anime eram frequentemente criadas como um jogo para aumentar as vendas. Hanae esteve presente durante uma discussão inicial com Yoko e o produtor do jogo, Yosuke Saito, reagindo com descrença ao plano. Ao criar os personagens, a A-1 Pictures recebeu os modelos de personagens em CG da Square Enix, com a equipe criando animações de quadros-chave para expressões comuns e às vezes simplificando o design e o movimento das roupas para torná-las gerenciáveis. O design artístico era mais colorido, embora mantivesse a paleta moderada estabelecida. As cenas do Bunker e a animação de abertura, que parecem ser em preto e branco, foram difíceis para a equipe de arte, pois eles precisavam encontrar uma sombra próxima o suficiente para imitar um efeito de preto e branco. Comentando sobre o design dos bonecos, Moge lembrou-se de ter criado os bonecos YoRHa com padrões baseados nos designs dos personagens em tamanho real.
Discutindo a história, Yoko comentou que simplesmente replicar a história do jogo em forma de anime seria chato, então ele propôs fazer várias mudanças na história para se adequar ao novo meio, algo que Masuyama e Aniplex inicialmente resistiram, provocando um debate prolongado entre eles. Eventualmente foi acordado equilibrar seções fiéis ao jogo com conteúdo original de anime. Masuyama e Yoko resolveram os detalhes, embora Yoko tentasse se manter distante para dar liberdade criativa à equipe de anime. O cenário foi trabalhado durante um longo período, com Saito comentando que os desejos da equipe de produção do jogo foram incorporados ao cenário retrabalhado. Ao planejar a série, o primeiro episódio foi escrito para espelhar a seção do tutorial de abertura do jogo, com o segundo episódio em diante desviando-se para sua própria versão dos eventos. O número de episódios foi decidido com base em quantos seriam necessários para recontar a história do jogo. Ao criar os storyboards, as cenas do jogo foram reproduzidas com muita fidelidade, depois outras novas cenas foram adicionadas enquanto tentava recuperar a atmosfera original e criar uma identidade visual unificada. Yoko comentou que a apresentação do anime permitiu uma narrativa cinematográfica de uma forma que o jogo não conseguia realizar. Durante os episódios da primeira temporada, flashbacks de eventos de Nier e Drakengard foram incluídos. Yoko atribuiu sua inclusão à equipe do anime, principalmente a Masuyama. Yoko também incluiu elementos relacionados à história de fundo de A2 que não foram transmitidos obviamente no jogo, na esperança de aprofundar a conexão dos espectadores com ela.
Devido à mudança de formato, houve sequências estendidas longe dos personagens principais, e os atores tiveram que dublar algumas cenas que eram somente texto no jogo. Repetindo seu papel de protagonista, Yui Ishikawa mencionou que a história manteve um tema depressivo fiel ao jogo original. Sua impressão sobre 2B mudou após cinco anos trabalhando no título e ela gostou de sua dinâmica com Natsuki Hanae devido ao vínculo que eles compartilham. Hanae achou o anime único por exibir uma abordagem diferente no manejo dos personagens quando comparado ao jogo original. Atsumi Tanezaki estava animada e nervosa por se juntar ao elenco, gostando de interpretar Lily e achando o episódio em que sua história de fundo foi revelada uma seção desafiadora de interpretar. Yoko teve uma participação especial como dois personagens diferentes das Formas de Vida Mecânicas.

### Música
A música ficou a cargo da Monaca, uma produtora musical que trabalhou com Yoko em vários projetos, incluindo Nier:Automata. Keiichi Okabe foi um compositor, arranjador e produtor musical. Keigo Hoashi e Kuniyuki Takahashi foram co-compositores e co-arranjadores com Okabe. Shotaro Seo forneceu trabalho de coro. Yukio Nagasaki atuou como diretor de som. Ao ser contatado, Okabe foi informado de que poderia usar e organizar a trilha sonora original do jogo, o que o confortou, pois havia grandes expectativas em torno do anime. As canções originais eram geralmente silenciosas e sem letras para não interferir na história, embora a música original fosse usada quando uma cena era reproduzida com precisão.
O anime inclui vários temas de abertura e encerramento. O tema de abertura da primeira temporada é "Escalate" de Aimer. Aimer se inspirou nos andróides da narrativa que agem como humanos para interpretar sua música que também tem ideia de tragédia. O tema de encerramento da primeira temporada é "Antinomy" de Amazarashi. Amazarashi, que já havia trabalhado com Yoko antes em uma música promocional do jogo, escreveu a música baseada no tema narrativo do jogo de descobrir verdades que são o oposto das crenças. Yoko dirigiu um videoclipe especial, apresentando um show de marionetes recontando a história do jogo usando as Formas de Vida Mecânicas. Yoko descreveu o tema como lutar em um mundo sem pais e encontrar esperança mesmo em repetidas batalhas. O tema de abertura da segunda temporada é "Black Box", escrito por Hiromu Akita do Amazarashi e cantado por LiSA. Lisa, que era fã do jogo e estava animada com a série, descreveu-se como "cantando com todo o coração" para retratar as emoções da música. Akita também comentou que Lisa retratou o mundo difícil e as lutas de 2B.

## Transmissão
A série foi anunciada durante a transmissão ao vivo do quinto aniversário de Nier: Automata em fevereiro de 2022. Começou sua transmissão em janeiro durante o horário noturno na Tokyo MX, Tochigi Television, Gunma Television e BS11. Uma versão legendada em português foi transmitida simultaneamente no Crunchyroll. A transmissão foi atrasada duas vezes devido a problemas de produção que causaram ressurgimento na pandemia de COVID-19. O primeiro começou com o terceiro episódio e durou de 28 de janeiro a 18 de fevereiro. O segundo começou após o oitavo episódio, e os episódios 9–12 foram transmitidos consecutivamente em 23 de julho. Após a transmissão dos quatro último episódios do primeiro cour, a produção de um segundo cour foi anunciado. O segundo cour está programado para estrear em 5 de julho de 2024. Uma versão dublada em português começou a ser transmitida pela Crunchyroll em 28 de janeiro de 2023 até 11 de fevereiro de 2023 com os episódios 1-3. mais tarde a versão dublada voltou em 20 de agosto de 2023 até 17 de setembro de 2023 com os episódios restantes 4-12 da primeira parte e pela primeira vez tivemos um elenco oficial de dublagem em português brasileiro.

## Recepção
Inverse elogiou a estreia da série por ser acessível para novatos e fiel ao jogo original. Anime Feminist afirmou que embora a adaptação do enredo e dos temas do popular jogo original fosse muito difícil, a inclusão de Yoko Taro como escritora parece tornar a premissa geral positiva. The Escapist achou o primeiro episódio original por alternar constantemente entre as perspectivas dos protagonistas, em vez de depender principalmente apenas de 2B, a fim de fornecer uma abordagem mais única para a história e gostou da inclusão de Yoko no anime.